# Сотомайор, Доминга
Доминга Сотомайор (исп.  Dominga Sotomayor Castillo, 1985, Сантьяго) — чилийский кинорежиссёр, сценарист, продюсер.

## Биография
Снимала видео, короткометражные ленты. В 2007 вместе с группой коллег основала независимую продюсерскую компанию CINESTACIÓN (). В 2010 получила стипендию Кинофонда Каннского МКФ, которая дала ей возможность работать в Париже над сценарием фильма С четверга по воскресенье. Фильм стал её полнометражным дебютом и был отмечен рядом престижных премий.

## Фильмография
- 2005: Cessna (короткометражный)
- 2008: Ноябрь/ Noviembre (короткометражный)
- 2008: Внизу/ Debajo (короткометражный)
- 2008: Гора/ La montaña (короткометражный)
- 2012: С четверга по воскресенье/ De jueves a domingo (Тигр Роттердамского МКФ, премия за лучший фильм МКФ в Вальдивии, специальное упоминание Международного фестиваля независимого кино в Буэнос-Айресе и др.)
- 2014: Остров/ La isla (вместе с Катажиной Климкевич, короткометражный; Золотая танцовщица МКФ в Уэске, номинация на Тигра Роттердамского МКФ, номинация на лучший фильм Гамбургского фестиваля короткометражных фильмов)
- 2014: Море/ Mar (в производстве)